# 기소가와역
기소가와역(일본어: 木曽川駅 키소가와에키[*])은 일본 아이치현 이치노미야시에 있는 도카이 여객철도 도카이도 본선의 역이다. 이치노미야시 기소가와 정의 현관문이지만, 나고야 철도 신키소가와 역 쪽이 열차의 개수가 많다.

## 역 구조 및 승강장
섬식 승강장 1면 2선을 가지는 지상역이며, 2008년 4월 20일에 완성했던 선상 역사를 갖춘다. 승강장이 있는 본선 외에, 상행선으로 2선, 하행선으로 1선 승강장이 없는 부본선(대피선)이 있다. 이 대피선은, 다이어 혼란시등에 화물열차의 대피로 이용되고 있다.
역사는 동서자유통로를 겸한다. 동서쪽의 출입구에는 엘리베이터와 에스컬레이터각 1기 설치되어 있다.
도카이 교통 사업의 직원이 업무를 담당하는 업무위탁역으로, 오와리이치노미야역이 이 역을 관리하고 있다. 역사 내부에 발권 창구나 승차권 자동 발매기, 자동 개찰기, 개찰 내에는 TOICA 전용 현금기, 엘리베이터, 화장실이 설치되어 있다. 더욱이, 창구는 업무를 행하지 않는 시간대가 있다. 선술의 동서자유통로는, 역의 영업이 끝나도 도보로 통행가능하다. (자전거는 눌러 걸어간다) 역의 반대쪽에 가고 싶을 때, 통상의 도로를 지나면 역의 북쪽이 남쪽의 건널목을 건너서 크게 우회해야 하지만, 지름길로서 이용하는 차가 가능하다. (서쪽부터는 동문을 나와 앞의 우체국 등을 이용할 때에 편리하다.)
개찰 내에는, 구 역사로 이용되고 있던 대합 용의 벤치와, 구 역사 승강장을 연결하는 과선교로 사용되고 있던 기둥이 놓아지고 있는 것 외에, 개찰외, 서문을 나와 앞의 장소에, 다이쇼 시대, 포인트 전환 때문에 사용하는 기름을 수입하는 유고로서 사용하고 있던 렌가 창고가 근대유산으로서 이설, 보존되고 있다.
| 1 | ■ 도카이도 본선 | 하행 | 기후 · 오가키 방면     |
| 2 | ■ 도카이도 본선 | 상행 | 나고야 · 오카자키 방면 |

## 역 주변
역 앞의 무료 주륜장이 있어, 동문의 로터리, 서문의 택시 승강장에는 택시가 상주하고 있다. 역 주변의 유료 주차장은 60분 100엔이 상장.
- 이치노미야 시립 기소가와 시민 병원
- 구로다 성터
- 나고야 철도 나고야 본선 구로다 역
- 이온 몰 기소가와 키리아

## 역사
- 1886년 6월 1일: 관설 철도(후의 국철 · JR)이 이치노미야역(현·오와리이치노미야역)부터 연신했던 때의 종착역으로서 개업. 일반역.
- 1887년 4월 25일: 관설 철도가 이 역부터 가노역(현·기후역)까지 연신해, 이 역부터 오가키역 방면으로의 기설선이 연결한다. 이것에 의해 도중역이 된다.
- 1895년 4월 1일: 선로 명칭 제정. 도카이도 선(1909년에 도카이도 본선으로 개칭)의 소속이 된다.
- 1962년 10월 1일: 화물의 취급을 폐지.
- 1984년 2월 1일: 하물의 취급을 폐지.
- 1987년 4월 1일: 일본국유철도 분할 민영화에 의해, 도카이 여객철도가 승계.
- 2006년 6월: 역사 선상화 공사 착공.
- 2006년 11월 25일: TOICA를 도입.
- 2008년 4월 12일: 동서자유통로 · 선상 역사 완성.

## 인접 역
| 도카이 여객철도 도카이도 본선         | 도카이 여객철도 도카이도 본선 | 도카이 여객철도 도카이도 본선 |
| ------------------------------------- | ----------------------------- | ----------------------------- |
| 오와리이치노미야 나고야·도요하시 방면 | ■ 도카이도 본선               | 기후 ·오가키 방면             |